# Ajo (Arizona)
Ajo es un lugar designado por el censo ubicado en el condado de Pima en el estado estadounidense de Arizona. En el Censo de 2010 tenía una población de 3304 habitantes y una densidad poblacional de 38,28 personas por km².

## Geografía
Ajo se encuentra ubicado en las coordenadas 32°23′32″N 112°53′2″O / 32.39222, -112.88389. Según la Oficina del Censo de los Estados Unidos, Ajo tiene una superficie total de 86.32 km², de la cual 86.32 km² corresponden a tierra firme y (0%) 0 km² es agua.

## Demografía
Según el censo de 2010, había 3.304 personas residiendo en Ajo. La densidad de población era de 38,28 hab./km². De los 3.304 habitantes, Ajo estaba compuesto por el 75.06% blancos, el 0.88% eran afroamericanos, el 9.87% eran amerindios, el 1.06% eran asiáticos, el 0.12% eran isleños del Pacífico, el 8.81% eran de otras razas y el 4.21% pertenecían a dos o más razas. Del total de la población el 38.32% eran hispanos o latinos de cualquier raza.